# 蝟蝦
猬蝦（學名：Stenopus hispidus），亦稱姬蝦、美人蝦、櫻花蝦、拳師蝦，是蝟蝦屬的一種蝦。

## 分佈
猬蝦分佈于幾乎整個泛熱帶地區， 在一些溫帶地區也有分佈。主要生活在從加拿大到巴西的大西洋海域（包括墨西哥灣）。 在澳大利亞由北至南直至悉尼的海域以及新西蘭附近也有分佈。
這種蝦生活在沿海深度210（690英尺）以上 的珊瑚礁中。

## 描述
猬蝦可長至60（2.4英寸）， 色彩鮮豔、略透明， 在體內有卵時可以直接看到。其頭胸甲、腹部和第三對步足有紅白相間的條紋，並且覆蓋有棘突。 其觸鬚和其他步足則都是白色的。
它是一種清潔蝦， 會使用其三對螯足清理魚類體表寄生蟲、真菌和受損組織。

## 外部連結
- 维基共享资源上的相關多媒體資源：Stenopus hispidus